# Halfdan Fróðasson

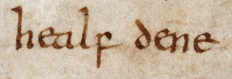
Menzione di Halfdan (Healfdene) in un manoscritto del Beowulf

Halfdan (norreno; in proto-norreno, al tempo: Halbadaniz) o Healfdene (inglese antico) o Haldanus (latino medioevale) fu un leggendario re danese della famiglia degli Skjöldung/Scylding vissuto tra la fine del V secolo e l'inizio del VI secolo. Suo padre in molte fonti fu Fróði; Halfdan è noto soprattutto come il padre dei due re che gli succedettero nel governo della Danimarca, chiamati nel Beowulf Hroðgar e Halga e nelle fonti norrene Hróar e Helgi.

## Le fonti
Secondo il Chronicon Lethrense e il secondo libro delle Gesta Danorum di Saxo Grammaticus, Halfdan aveva due fratelli chiamati Ro e Skat che cercarono di salire al trono; entrambi furono uccisi da Halfdan. Saxo aggiunge anche che i sostenitori dei suoi fratelli furono impiccati e che continuò a regnare con grande crudeltà, sebbene governò a lungo e morì pacificamente in età molto avanzata.
La Saga degli Ynglingar di Snorri Sturluson dà ad Halfdan (anche qui figlio di Fróði) un fratello di nome Fridleif e dice che furono entrambi grandi guerrieri, ma che Halfdan era il migliore dei due. Questo avrebbe forse portato ad una digressione riguardo ad una faida tra i due fratelli se Snorri non si fosse interessato più alle questioni svedesi che a quelle danesi.
Nella saga Snorri ci dice solo che Halfdan attaccò il re svedese Aun e lo mandò in esilio in Götaland. Halfdan poi governò la Svezia per vent'anni finché morì ad Uppsala di malattia e fu sepolto in un tumulo.
Nella Saga degli Ynglingar un re danese di nome Fróði aiutò il discendente di Aun, Egil, a combattere il thrall Tunni. Potrebbe trattarsi di Froda degli Heaðobard del Beowulf, che in alcune fonti norrene diventa Fróði l'uccisore di Halfdan (in queste fonti Halfdan non muore pacificamente).
Nella Saga di Hrólf Kraki, questo Fróði è il fratello più giovane di Halfdan, ma nel riassunto latino della Saga degli Skjöldungar il fratello minore, qui fratello gemello, è chiamato Ingjalldus e costui avrà più tardi un figlio di nome Frothi. Poiché nel Beowulf Froda è padre di un certo Ingeld, si ritiene che i nomi siano stati accidentalmente scambiati nella traduzione della Saga degli Skjöldungar. Nella Saga di Hrólf Kraki, Fróði fratello di Halfdan è monarca di un regno separato. Inoltre Halfdan è descritto calmo e pacifico, mentre Fróði è crudele e violento. Questi nottetempo attacca il castello del fratello e lo brucia; Halfdan muore nella battaglia e Fróði prende il suo regno e sposa sua moglie rimasta vedova.
Ma più tardi i figli di Halfdan uccidono a loro volta Fróði per vendicare la morte del padre. Così quella che nel Beowulf è una faida tra Danesi e Heaðobard in cui Fróda re degli Heaðobard viene sconfitto diventa nei testi norreni una faida familiare in cui Fróði uccide il fratello Halfdan e i suoi figli uccidono Fróði.

## I figli di Halfdan
Nel Beowulf si legge che Halfdan ebbe quattro figli:
(Beowulf, vv. 61-63)
Nel verso 62 il nome di una figlia di Halfdan è stato cancellato, una figlia che fu la moglie di qualcuno il cui nome finiva in -ela e che fu un Heatho-Scylfing, uno Scylfing battagliero. Probabilmente nel copiare il poema un amanuense non riuscì a scrivere questo nome e lasciò uno spazio vuoto in quel punto per riempirlo più tardi. Quello spazio non fu mai riempito e così il nome è andato perduto.
I testi scandinavi sopravvissuti non dicono nulla circa Heorogar mentre parlano moltissimo degli altri due figli; due fonti menzionano anche la figlia di Halfdan. Secondo il riassunto latino della Saga degli Skjöldungar, i due figli di Halfdanus erano chiamati Roas e Helgo e la loro sorella Sigyna era moglie di un certo Sevillus; nella Saga di Hrólf Kraki, Halfdan ebbe come primogenita la figlia Signy che si sposò con un certo Jarl Sævil, mentre Hróar e Helgi erano più giovani della sorella.
Friderich Kluge nel 1896 suggerì che il verso 62 ("hyrde ic þ         elan cwen") dovesse essere completato così: "hyrde ic þ Sigeneow wæs Sæwelan cwen", rendendo così i nomi norreni in antico inglese. Tuttavia Kluge fu raramente preso sul serio da editori e traduttori, in parte perché Sævil nella Saga di Hrólf Kraki non è affatto connesso con la Svezia come è stato detto. Dal momento che l'unico nome dei reali di Svezia che ci sia pervenuto sicuro è Onela, sempre più spesso -ela è espanso in Onela piuttosto che nel modo descritto da Kluge. Inoltre per le regole di allitterazione dell'antico inglese il nome della figlia deve forzatamente iniziare per vocale. La scelta spesso verte su Yrs o Yrse, poiché le tradizioni scandinave parlano molto di un'Yrsa nipote di Halfdan e moglie di Adils re di Svezia. Quest'interpretazione fa acquistare un gran valore a nomi e ruoli, poiché Adils corrisponde all'Eadgils del Beowulf, nemico di Onela. Molti editori e traduttori preferiscono semplicemente far notare che il verso è incompleto, piuttosto che completarlo; ma talvolta vi sono riferimenti al matrimonio di Onela e Yrsa, senza specificare che si tratta solo di una dubbia congettura.
Se la tradizione della sconfitta di Halfdan/Healfdene da parte di Fróði/Froda fosse abbastanza vecchia, si potrebbe pensare che l'autore del Beowulf ne fosse a conoscenza e abbia immaginato che Heorogar (il figlio maggiore di Healfdene) fosse morto con Halfdan; sfortunatamente il Beowulf sfiora soltanto tutte queste questioni.

## Altre tradizioni relazionate o confuse con quelle precedenti
Una storia simile è raccontata nelle Gesta Danorum (Libro 7), in cui si parla di due re chiamati Harold e Fróði, di cui il secondo, invidioso, fa uccidere il fratello per perfidia. Harold lascia due figli di nome Harald e Halfdan, e la storia della loro vendetta verso lo zio Fróði per aver ucciso il padre Harold è quasi identica a quella trovata nei testi norreni sulla vendetta di Hróar e Helgi verso lo zio Fróði per aver ucciso il padre Halfdan.
Nel Chronicon Lethrense si dice che a volte Ro/Róar/Hrothgar, figlio di Halfdan, è chiamato anch'egli Halfdan.
Di questo secondo Halfdan Saxo ha molto da dire, come la sua uccisione di re Siward di Svezia e le sue battaglie contro Erik, figlio di suo zio Fróði e di Signe e ora legittimo re di Svezia. Alla fine Halfdan ha la meglio, Erik è incatenato e abbandonato in un luogo selvaggio perché le bestie lo sbranino, e Halfdan diventa re di Danimarca e Svezia. Saxo menziona anche delle guerre successive; infine questo Halfdan muore giovane e lascia il regno al suo amico re Ungvin di Götaland (vedi Re dei Geati).
È probabile che gli Halfdan siano stati confusi l'uno con l'altro e con altri re, soprattutto poiché queste leggende erano orali e non frutto di un singolo autore.